# Povestea din pădure
Povestea din pădure (titlul original în rusă Лесная быль, transliterat: Lesnaia bîl) este un film documentar sovietic din 1949 al cărui regizor și scenarist este Aleksandr Zguridi.

## Rezumat
Îndemânarea realizatorilor de film s-a reflectat nu numai în utilizarea abil a tehnologiei filmului, care a făcut posibilă filmarea vieții castorilor în condiții naturale, ci și într-o structură artistică și compozițională interesantă.
În același timp, filmul prezintă un interes științific incontestabil.

## Lansare
Filmul a fost lansat în cinematografele din Uniunea Sovietică în 1 ianuarie 1949.